# Egito Gonçalves
José Egito de Oliveira Gonçalves (Matosinhos, 8 de abril de 1920 — Porto, 28 de janeiro de 2001), mais conhecido por Egito Gonçalves, foi um poeta, editor e tradutor português.

## Biografia
Publicou os primeiros livros em 1950. Teve como atividade profissional a administração de uma editora e também foi chefe do gabinete de marketing de uma companhia de seguros.
A sua intensa atividade de divulgação cultural e literária concretizou-se, a partir dos anos 1950, na fundação e/ou direção de diversas revistas literárias, como A Serpente (1951), Árvore (1951-53), Notícias do Bloqueio (1957-61), Plano (1965-68, publicada pelo Cineclube do Porto) e Limiar. Em 1977, foi-lhe atribuído o Prémio de Tradução Calouste Gulbenkian, da Academia das Ciências de Lisboa pela seleção de Poemas da Resistência Chilena e, em 1985, recebeu o Prémio Internacional Nicola Vaptzarov, da União de Escritores Búlgaros.
A 9 de junho de 1994, foi agraciado com o grau de Grande-Oficial da Ordem do Infante D. Henrique. Em 1995, obteve o Prémio de Poesia do P.E.N. Clube Português, o Prémio Eça de Queirós e o Grande Prémio de Poesia da Associação Portuguesa de Escritores com o livro E No Entanto Move-se. A sua obra encontra-se traduzida em francês, polaco, búlgaro, inglês, turco, romeno, catalão e castelhano.
Faleceu em 2001, e o seu último livro, Entre Mim e a Minha Morte Há Ainda um Copo de Crepúsculo, foi editado cinco anos depois.

## Obras publicadas
- 1950- Poema Para os Companheiros da Ilha, coleção Cítara
- 1950- Um Homem na Neblina, coleção Cítara
- 1952- A Evasão Possível, coleção Cadernos das Nove Musas, desenho de Fernando Lanhas
- 1957- O Vagabundo Decepado, edição Notícias do Bloqueio
- 1958- A Viagem com o Teu Rosto, edição Europa-América, coleção Cancioneiro Geral
- 1960- Memória de Setembro, edição Notícias do Bloqueio
- 1962- Diário Obsessivo, edição do autor, fora do mercado, desenho de Relógio
- 1963- Os Arquivos do Silêncio, edição Portugália, coleção Poetas de Hoje
- 1970- O Fósforo na Palha seguido de O Sistema Interrogativo e outros poemas, edição Dom Quixote, coleção Cadernos de Poesia
- 1971- O Amor Desagua em Delta, edição Inova, coleção Coroa da Terra
- 1972- Meditação em Catarina, poster
- 1972- Sonhar a Terra Livre e Insubmissa, com Luís Veiga Leitão e Papiniano Carlos, edição Inova, coleção Duas Horas de Leitura
- 1973- Destruição: Dois Pontos, edição Inova, coleção Indícios de Oiro, guaches de Armando Alves
- 1975- Luz Vegetal, edição Limiar
- 1977- As Zonas Quentes do Inverno, edição Inova, coleção O Oiro do Dia, desenho de José Rodrigues
- 1979- A Nordeste de Junho, edição Inova, coleção O Oiro do Dia, desenho de Amadeu de Souza Cardoso
- 1980- Poemas Políticos, edição Moraes, coleção Círculo de Poesia, prefácio de Maria da Glória Padrão
- 1981- Os Pássaros Mudam no Outono, edição Limiar
- 1983- Falo da Vertigem, edição Limiar
- 1984- Notícias do Bloqueio: Algumas Traduções, edição Associação de Jornalistas e Homens das Letras do Porto
- 1989- Dedikatoria, edição do autor, desenho de Ângelo de Sousa
- 1991- O Pêndulo Afectivo, Antologia 1950-1990, edição Afrontamento
- 1995- E No Entanto Move-se, edição Quetzal, prefácio de Rosa Alice Branco
- 1997- O Mapa do Tesouro, edição Campo das Letras, coleção Aprendiz de Feiticeiro, desenho de David de Almeida
- 2000- A Ferida Amável seguido de Lettera Amorosa, edição Campo das Letras, prefácio de Casimiro de Brito
- 2006- Entre Mim e a Minha Morte Há Ainda um Copo de Crepúsculo, edição Campo das Letras, prefácio de Manuel António Pina